# Холодная гора (фильм)
«Холо́дная гора́» (англ. Cold Mountain) — эпическая историческая военная драма 2003 года, пятый полнометражный фильм режиссёра Энтони Мингеллы. Фильм основан на одноимённом романе-бестселлере 1997 года Чарльза Фрейзера. В главных ролях снимались Джуд Лоу, Николь Кидман и Рене Зеллвегер, а также Айлин Эткинс, Брендан Глисон, Кэти Бейкер, Филип Сеймур Хоффман, Натали Портман, Джек Уайт, Джованни Рибизи, Дональд Сазерленд и Рэй Уинстон в ролях второго плана. Фильм рассказывает историю раненого дезертира из армии Конфедерации незадолго до окончания гражданской войны в США, который отправляется домой, чтобы воссоединиться с женщиной, которую он любит. Фильм был снят совместно компаниями из Италии, Румынии и Соединённых Штатов.
Фильм «Холодная гора» был выпущен в прокат 25 декабря 2003 года компанией Miramax Films. Он имел успех у критиков и коммерческий успех, собрав в прокате более 173 миллионов долларов. Фильм получил 7 номинаций на 76-ю премию «Оскар», в том числе за лучшую мужскую роль (Лоу), а Зеллвегер получила награду за лучшую женскую роль второго плана.

## Сюжет
Фильм рассказывает историю Инмана, бедного плотника в штате Северная Каролина, и Ады, дочери преподобного Монро, владельца имения под названием Чёрный Лог возле городка Холодная гора, в самом начале их отношений. Обоих тянет друг к другу, однако начавшаяся война между Севером и Югом разлучает их, когда Инман записывается в армию Конфедерации. Он постоянно вспоминает об Аде, от которой он получает письма с обещаниями дождаться его с войны. В результате ранения при осаде Петерсберга, Инман попадает в полевой госпиталь, откуда решает бежать ради любимой домой, в городок Холодная гора.
На долгом пути Инман, преследуемый за дезертирство, повстречает священника Визи (Филип Сеймур Хоффман), который чуть не решился на преступление. Инман заставит написать его признание на столбе, а затем привяжет к нему. Изгнанный, он повстречается Инману спустя какое-то время. В пути они наткнутся на крестьянина. Тот (Джованни Рибизи) приведёт их домой, где живут его вольных нравов жёны и дети. Опьянённых после ужина Инмана и священника пленяют, сажают на цепь и ведут в лагерь конфедератов. Когда на отряд нападает противник, Инману удаётся бежать, а позже он попадает к отшельнице. Пожилая женщина излечивает его раны. Дальше путь Инмана приводит его в дом Сары, молодой солдатской вдовы (Натали Портман), оставшейся с грудным ребёнком. Наутро на дом нападают северяне, жаждущие еды и убийств. Новый знакомый выручает Сару в сложной ситуации.
Тем временем Ада ждёт возвращения Инмана. Порядки в городе устанавливает алчный и своенравный капитан Тиг (Рэй Уинстон), командир ополчения Конфедерации, который имеет виды как на Аду, так и на имение. Отец Монро умирает, оставляя дочь управляться в одиночку с поместьем. Ада голодает, начинает распродавать имущество. На помощь ей приходит Руби Тьюс (Рене Зеллвегер), неотёсанная, но бойкая и очень хозяйственная девушка. Вдвоём они приводят в порядок ферму и становятся подругами. Внезапно объявляется отец Руби, бродячий музыкант, который бросил её давным-давно. Во время одного из инцидентов ополченцы расстреливают его вместе с другом за дезертирство. Девушки отыскивают в заснеженном лесу их тела, и Руби обнаруживает, что отец жив, хотя и тяжело ранен. Они решают остаться на ночь в лесном убежище. Ада отправляется на охоту, и внезапно видит фигуру мужчины вдали. Это Инман. Они проводят ночь вместе. Наутро Инман решает разделиться в их пути домой (как дезертир он не может появляться на людях), но вскоре им встречаются ополченцы, готовые наказать пулей и дезертиров, и их укрывателей. Следует перестрелка, в ходе которой Инман тяжело ранен. Ада бежит к нему на помощь, но уже слишком поздно, Инман умирает у неё на руках.
Фильм заканчивается позитивной сценой спустя несколько лет… У Ады растёт милая рыжеволосая дочь, Руби вышла замуж за Джорджию (певец, друг отца Руби) и у них родился ребёнок, отец Руби находится в добром здравии, как и Салли. Ферма процветает.

## В ролях
| Актёр                | Роль                 |
| -------------------- | -------------------- |
| Николь Кидман        | Ада Монро            |
| Джуд Лоу             | Инман                |
| Рене Зеллвегер       | Руби Тьюс            |
| Айлин Эткинс         | Мэдди                |
| Брендан Глисон       | Стоброд Тьюс         |
| Натали Портман       | Сара                 |
| Филип Сеймур Хоффман | преподобный Уизи     |
| Джованни Рибизи      | Джуниор              |
| Дональд Сазерленд    | преподобный Монро    |
| Рэй Уинстон          | Тиг                  |
| Кэти Бейкер          | Салли Свонджер       |
| Джеймс Гэммон        | Эско Свонджер        |
| Чарли Ханнэм         | Бози                 |
| Джек Уайт            | Джорджия             |
| Итан Сапли           | Пэнгл                |
| Джена Мэлоун         | девушка на переправе |
| Киллиан Мерфи        | Бардольф             |

## Производство
Сцены в горах снимались на территории Румынии. В связи с этим ряд критиков высказывали недовольство пейзажами, которые мало напоминают реальные Аппалачи.

## Прокат
В Германии (кассовые сборы — 4,92 млн долларов) и Нидерландах (1,75 млн долларов) фильм вышел в прокат 19 февраля 2004 года, в Мексике (2,28 млн долларов), Республике Корея и ЮАР (373 тыс. долларов) — 20 февраля 2004 года, в России (914 тыс. долларов) — 26 февраля 2004 года, в Дании, Панаме и Чили (135 тыс. долларов) — 27 февраля 2004 года.

## Художественная ценность
Фильм вышел на экраны США 25 декабря 2003 года и позиционировался как наиболее вероятный претендент на премию «Оскар». Несмотря на позитивные отзывы критиков, довольно успешный кинопрокат и семь номинаций на премию «Оскар», «Холодная гора» не получила главную номинацию как лучшая картина. Лишь одну статуэтку получила Рене Зеллвегер за роль второго плана в этом фильме. Незадолго до церемонии вручения «Оскара» фильм постигла неудача и на вручении наград «Золотой глобус», где фильм выдвигался по восьми основным номинациям (в том числе и для Кидман), но победила также только Зеллвегер.
В целом успех Зеллвегер называют и причиной неудачи фильма: своим ярким исполнением роли Руби она, по мнению большинства, «украла» фильм у суперзвёздных Кидман и Лоу. Кроме того, среди причин того, что в целом фильм не считается удачным, можно назвать очень длительный процесс монтажа кинофильма, а также превышение бюджета из-за масштабных батальных сцен. Задолго до премьеры фильм получил значительное количество негативных отзывов в прессе.

## Награды и номинации
| Премия                         | Категория                                  | Имя                                                                       | Результат |
| ------------------------------ | ------------------------------------------ | ------------------------------------------------------------------------- | --------- |
| Оскар                          | Лучшая мужская роль                        | Джуд Лоу                                                                  | Номинация |
| Оскар                          | Лучшая женская роль второго плана          | Рене Зеллвегер                                                            | Победа    |
| Оскар                          | Лучшая операторская работа                 | Джон Сил                                                                  | Номинация |
| Оскар                          | Лучший монтаж                              | Уолтер Мёрч                                                               | Номинация |
| Оскар                          | Лучшая музыка к фильму                     | Габриэль Яред                                                             | Номинация |
| Оскар                          | Лучшая песня к фильму                      | Ти-Боун Бёрнетт, Элвис Костелло («The Scarlet Tide»)                      | Номинация |
| Оскар                          | Лучшая песня к фильму                      | Стинг («You Will Be My Ain True Love»)                                    | Номинация |
| BAFTA                          | Лучший фильм                               | Альберт Бергер, Уильям Хорберг, Сидни Поллак, Рон Йеркса                  | Номинация |
| BAFTA                          | Лучший британский фильм                    | Альберт Бергер, Уильям Хорберг, Сидни Поллак, Рон Йеркса, Энтони Мингелла | Номинация |
| BAFTA                          | Лучшая режиссура                           | Энтони Мингелла                                                           | Номинация |
| BAFTA                          | Лучшая мужская роль                        | Джуд Лоу                                                                  | Номинация |
| BAFTA                          | Лучшая женская роль второго плана          | Рене Зеллвегер                                                            | Победа    |
| BAFTA                          | Лучший адаптированный сценарий             | Энтони Мингелла                                                           | Номинация |
| BAFTA                          | Лучшая операторская работа                 | Джон Сил                                                                  | Номинация |
| BAFTA                          | Лучшая работа художника-постановщика       | Данте Ферретти                                                            | Номинация |
| BAFTA                          | Лучший дизайн костюмов                     | Энн Рот, Карло Роггиоли                                                   | Номинация |
| BAFTA                          | Лучший монтаж                              | Уолтер Мёрч                                                               | Номинация |
| BAFTA                          | Лучший грим                                | Пол Энгелен, Ивана Приморак                                               | Номинация |
| BAFTA                          | Лучшая музыка к фильму                     | Ти-Боун Бёрнетт, Габриэль Яред                                            | Победа    |
| BAFTA                          | Лучший звук                                | Эдди Джозеф, Иван Шэррок, Уолтер Мёрч, Майк Прествуд Смит, Мэттью Гоу     | Номинация |
| Золотой глобус                 | Лучший фильм — драма                       |                                                                           | Номинация |
| Золотой глобус                 | Лучшая режиссура                           | Энтони Мингелла                                                           | Номинация |
| Золотой глобус                 | Лучшая мужская роль в драме                | Джуд Лоу                                                                  | Номинация |
| Золотой глобус                 | Лучшая женская роль в драме                | Николь Кидман                                                             | Номинация |
| Золотой глобус                 | Лучшая женская роль второго плана          | Рене Зеллвегер                                                            | Победа    |
| Золотой глобус                 | Лучший сценарий                            | Энтони Мингелла                                                           | Номинация |
| Золотой глобус                 | Лучшая музыка к фильму                     | Габриэль Яред                                                             | Номинация |
| Золотой глобус                 | Лучшая песня                               | Стинг («You Will Be My Ain True Love»)                                    | Номинация |
| Премия Гильдии киноактёров США | Лучшая женская роль второго плана          | Рене Зеллвегер                                                            | Победа    |
| Грэмми                         | Лучший сборник саундтреков для кино или ТВ | Ти-Боун Бёрнетт                                                           | Номинация |
| Грэмми                         | Лучшая песня для кино или ТВ               | Ти-Боун Бёрнетт, Элвис Костелло («The Scarlet Tide»)                      | Номинация |
| Грэмми                         | Лучшая песня для кино или ТВ               | Стинг («You Will Be My Ain True Love»)                                    | Номинация |

## Саундтрек
| Номер | Название                           | Длительность | Автор                                            | Исполнитель                            |
| ----- | ---------------------------------- | ------------ | ------------------------------------------------ | -------------------------------------- |
| 1     | «The Wayfaring Stranger»           | 4:25         |                                                  | Джек Уайт                              |
| 2     | «Like A Songbird That Has Fallen»  | 3:13         |                                                  | Reeltime Travelers                     |
| 3     | «I Wish My Baby Was Born»          | 3:09         |                                                  | Тим Эриксен, Райли Богус, Тим О'Брайен |
| 4     | «Scarlet Tide»                     | 2:59         | Ти-Боун Бёрнетт, Элвис Костелло                  | Элисон Краусс                          |
| 5     | «The Cuckoo»                       | 39           |                                                  | Тим Эриксен, Райли Богус               |
| 6     | «Sittin' on Top of the World»      | 3:48         | Уолтер Винсон, Лонни Четмон                      | Джек Уайт                              |
| 7     | «Am I Born To Die?»                | 2:32         |                                                  | Тим Эриксен                            |
| 8     | «You Will Be My Ain True Love»     | 2:31         | Стинг                                            | Элисон Краусс и Стинг                  |
| 9     | «I'm Going Home»                   | 2:18         |                                                  | Sacred Harp Singers at Liberty Church  |
| 10    | «Never Far Away»                   | 3:40         |                                                  | Джек Уайт                              |
| 11    | «Christmas Time Will Soon Be Over» | 3:16         |                                                  | Джек Уайт                              |
| 12    | «Ruby With The Eyes That Sparkle»  | 3:11         |                                                  | Стюарт Данкан, Дирк Пауэлл             |
| 13    | «Lady Margaret»                    | 3:02         |                                                  | Кэсси Франклин                         |
| 14    | «Great High Mountain»              | 4:33         |                                                  | Джек Уайт                              |
| 15    | «Anthem»                           | 3:24         | Габриэль Яред                                    |                                        |
| 16    | «Ada Plays»                        | 3:18         | Габриэль Яред                                    |                                        |
| 17    | «Ada And Inman»                    | 5:03         | Габриэль Яред                                    |                                        |
| 18    | «Love Theme»                       | 3:40         | Габриэль Яред                                    |                                        |
| 19    | «Idumea»                           | 3:18         | методистский гимн 1763 года, слова Чарльза Уэсли | Sacred Harp Singers at Liberty Church  |